# Cantonul Lyon-III
Cantonul Lyon-III este un canton din arondismentul Lyon, departamentul Rhône, regiunea Rhône-Alpes, Franța.